# Speciální čarodějnický díl XXV
Speciální čarodějnický díl XXV (v anglickém originále Treehouse of Horror XXV) je 4. díl 26. řady (celkem 556.) amerického animovaného seriálu Simpsonovi. Scénář napsala Stephanie Gillisová a díl režíroval Matthew Faughnan. V USA měl premiéru dne 19. října 2014 na stanici Fox Broadcasting Company a v Česku byl poprvé vysílán 1. dubna 2015 na stanici Prima Cool.

## Části
Tento díl je rozdělen na tyto části:
- Škola je peklo (School Is Hell)
- Mechanická žluť (A Clockwork Yellow)
- Ti druzí (The Others)

## Děj

### Škola je peklo
Bart je s ředitelem Skinnerem po škole. Když se Bart nudí, najde na lavici aramaický text. Líza používá aplikaci iRunes k překladu aramaištiny. Po přečtení překladu se z lavice vynoří ohnivá ruka a přenese Barta a Lízu do pekelné školy. Bart s Lízou najdou portál na Zemi a Bart požádá rodiče o studování pekelné školy. Bart vyniká ve všech svých ďábelských předmětech. V závěrečné zkoušce má Bart za úkol potrestat hříšníka Homera. Bart se dostane až na maturitní ceremoniál a znetvořený Homer pyšně pozoruje svého syna.

### Mechanická žluť
Vočko má v Londýně gang, který tvoří Lenny, Carl a Homer. Homer se seznamuje s Marge, která ho přesvědčuje, aby opustil gang, a Homer ji poslechne. O několik let později je Vočko přepaden u něj doma ve stylu pacifackování (ve stylu rozpadlého gangu). Po přepadení se Vočko schází s Homerem a Marge a žádá ho, aby se zúčastnil poledního pacifackování. Homer nabídku přijímá a jdou na vloupačku i s Carlem a Lennym, kteří Vočka zastavili jako policisté. Vloupávají se do budovy, kde probíhá křest knihy Naked London. Gang se rozhodne zaútočit. Gand prohraje a Vočko je „zmlácen na paděru“, ale „byl šťastnej“ se svým gangem. V závěrečné scéně je Stanley Kubrick v editační místnosti a požádá, aby byl celý film smazán a aby začali znovu.

### Ti druzí
V parodii na film Ti druzí nachází rodina nevysvětlitelné čokoládové koktejly a na jejich televizi běží jen Ženatý se závazky. Poté, co duch předstírá Marge v posteli, Homer vyvolává duchy, kteří se zjeví jako Simpsonovi v The Tracey Ullman Show. Celá rodina postupně umírá a stávají se duchy. Následujícího rána se Líza ptá, jestli by někdy mohlo dojít k nějakým jiným inkarnacím Simpsonových, a poté se zobrazí řada Simpsonových rodin založených na jiných seriálech a filmech (např. Mimoni).

## Produkce
Ukázka z části Mechanická žluť byla poprvé představena na Comic-Conu v San Diegu v červenci 2014. Výkonný producent Al Jean se v září 2014 rozpovídal pro Entertainment Weekly o třetí pasáži epizody a o rozdílu v hlasech mezi starší a novější verzí postav. Řekl, že ačkoli si dabér Homera Dan Castellaneta lépe pamatuje svůj vývoj v průběhu času, hlas Barta Nancy Cartwrightové se také změnil, protože „byl nižšího řádu a v této části je vidět rozdíl. Bylo opravdu zábavné sledovat vzájemnou interakci (mezi oběma verzemi Simpsonových) a u herců pozorovat vývoj hlasu. Skvělé je, že jsme se nemuseli ptát – už jsme měli najaté herce pro Simpsonovy Tracey Ullmanové.“ Prozradil také, že část rozšířila dřívější díl, jenž naznačoval, že sekče Simpsonových byly zavražděny a pohřbeny pod rodinným domem, a prohlásil, že „pokud lidé chtějí skutečnou halloweenskou krvavou lázeň, dostanou ji“.
V první pasáži Bart přivolá malého čerta, který byl za své „trapné“ komiksy odsouzen do pekla. Druhá část dílu, Mechanická žluť, paroduje film Stanleyho Kubricka Mechanický pomeranč a obsahuje odkazy na jeho další filmy, včetně Spalující touhy, 2001: Vesmírná odysea a Olověné vesty. Ve finále třetí části se Líza ptá, zdali existuje možnost, že by „zlá marketingová entita“ mohla vyrobit miliony dalších. Rodinka je pak reprodukována ve stylu animace mnoha dalších seriálů včetně Času na dobrodružství, Archera a Městečka South Park, stejně jako japonských anime, Mimoňů a alternativních verzí z dalších dílů Simpsonových. Počítačově vytvořeného Homera namluvil hostující dabér z Pixaru John Ratzenberger.

## Přijetí
Epizodu sledovalo 7,76 milionu diváků, což je o 310 tisíc diváků více než díl Mama Sendvič z předchozího týdne. Byl to druhý nejsledovanější pořad na stanici Fox toho večera po pořadu The OT a v demografické skupině 18–49 byl nejsledovanějším pořadem se scénářem večera na všech čtyřech stanicích, překonán byl pouze pořadem NBC Football Night in America.
Epizoda získala pozitivní recenze. Dennis Perkins z The A.V. Clubu udělil epizodě hodnocení B, přičemž pochválil filmovou kvalitu prvních dvou částí a dospěl k závěru, že třetí byla nejslabší. Byl ohromen tím, jak odkazy na Kubricka ve druhé pasáži využívaly originalitu, místo aby byly „povrchní kontrolou“, a jak režisérovo „au“ na konci mělo „komický aplomb“. Don Kaplan, píšící pro New York Daily News, udělil epizodě 4 hvězdičky z 5, přičemž třetí část vyzdvihl jako nejlepší a poctu Kubrickovi označil za „chytrou a hloupou“. Smíšenější hodnocení přišlo od Alexe Strachana na kanadském serveru Postmedia News.com, který považoval druhou část za nejlepší a zbylé dvě za průměrné, ačkoli připustil, že Kubrickovy odkazy byly „občas trochu příliš vnitřní nebo samoúčelné pro jejich vlastní dobro“. Došel k závěru, že v dílu „se najde něco pro každého. Trochu jako halloweenský pytlík bonbónů.“
Epizoda byla nominována na cenu za vynikající animovaný pořad na 67. ročníku Primetime Creative Arts Emmy Awards, kde prohrála s minisérií Cartoon Network Za zdí zahrady.